# Constança d'Aragó i d'Anjou
Constança d'Aragó (València, 4 d'abril de 1300 - Castillo de Garcimuñoz, 19 d'octubre de 1327) fou infanta d'Aragó. Fou la quarta filla de Jaume el Just i Blanca de Nàpols. Per línia paterna era neta del comte-rei Pere el Gran i Constança de Sicília, i per línia materna de Carles II de Nàpols i Maria d'Hongria. Fou la germana petita del també comte-rei Alfons el Benigne, així com dels comtes Pere IV de Ribagorça i Ramon Berenguer I d'Empúries. El 5 d'abril de 1312 es casà a Xàtiva amb Joan Manuel de Castella, fill de l'infant Joan Manuel de Borgonya i de Suàbia. D'aquesta unió nasqueren quatre fills, la infanta Constança Manuel (~1320-1345) casada el 1325 amb el rei Alfons XI de Castella i el 1339 amb Pere I de Portugal; i la infanta Beatriu Manuel, morta molt jove.